# Maastricht Wildcats
De Maastricht Wildcats is een American footballteam uit Maastricht. Ze speelden vanaf 1998 op verschillende niveaus, meestal in de Eerste Divisie of Eredivisie van de American Football Bond Nederland. Op 8 juli 2023 promoveerden ze (opnieuw) naar de Eredivisie door in Almere de Utrecht Dominators te verslaan. De Maastricht Wildcats speelden zesmaal in de finale van de Tulip Bowl, waarvan er twee werden gewonnen (2007 en 2011). De club speelt haar thuiswedstrijden op Sportpark West in Maastricht-West.
| Datum                | Tijd  | Team thuis           | Team uit             | Uitslag |
| -------------------- | ----- | -------------------- | -------------------- | ------- |
| 26 februari 2023     | 14:00 | Maastricht Wildcats  | Eindhoven Krakens    | 24-28   |
| 12 maart 2023        | 15:00 | Utrecht Dominators   | Maastricht Wildcats  | 00-18   |
| 2 april 2023         | 15:00 | Den Haag Raiders     | Maastricht Wildcats  | 00-60   |
| 16 april 2023        | 15:00 | West Frisian Outlawz | Maastricht Wildcats  | 07-44   |
| 7 mei 2023           | 15:00 | Maastricht Wildcats  | West Frisian Outlawz | 41-00   |
| 28 mei 2023          | 14:00 | Utrecht Dominators   | Maastricht Wildcats  | 09-23   |
| 4 juni 2023          | 14:00 | Eindhoven Gladiators | Maastricht Wildcats  | 16-54   |
| 8 juli 2023 (Finale) | 19:00 | Maastricht Wildcats  | Utrecht Dominators   | 46-13   |

## Geschiedenis
De Maastricht Wildcats zijn opgericht in 1998 onder de naam Limburg Wildcats. Het team groeide gestaag en wist in 2001 voor het eerst de finale te behalen van de Tulip Bowl, de Nederlandse versie van de Super Bowl. In deze finale moesten de Wildcats hun meerdere erkennen in de Hilversum Hurricanes. Na dit seizoen viel het team uit elkaar en werd er enige tijd niet meer gespeeld. In 2002 werd de club opnieuw opgericht onder de naam Maastricht Wildcats. De club had op dat moment enkel een jeugdteam en geen seniorenteam. Het jeugdteam won in 2002 het 7-7 nationaal kampioenschap door in Arnhem de Arnhem Falcons te verslaan met 12-06. Ook in 2003 won het jeugdteam veel wedstrijden, maar de finale van de Dyan Kralt Bowl werd met 26-14 verloren van de Amsterdam Crusaders. De Wildcats zouden vier jaar later hun revanche nemen.
In 2004 besloten de Wildcats, nadat zij ruim drie jaar alleen met een jeugdteam competitie hadden gespeeld, met een seniorenteam in te schrijven voor de derde divisie (toen de laagste divisie in Nederland). Dit eerste seizoen verliep succesvol en in de finale werden de Hilversum Hurricanes II verslagen met 42-0.
Het team promoveerde in 2005 naar de tweede divisie en bereikte ook daar goede resultaten. Uiteindelijk wonnen de Wildcats de finale van de tweede divisie van de Eindhoven Raptors met 20-13. Zodoende werd promotie naar de Eerste Divisie afgedwongen, wat toentertijd de hoogste divisie was. Vanaf 2006 speelden de Maastricht Wildcats in de Eerste Divisie.
De Wildcats bereikten in hun eerste seizoen in de hoogste divisie meteen de play-offs, maar verloren de halve finales van de Delft Dragons met 15-13. De Wildcats sloten het reguliere seizoen af als de nummer één in hun poule. Er werd alleen eenmaal van de Rotterdam Trojans verloren.
In 2007 zouden de Wildcats voor de tweede keer (officieel de eerste keer als de Maastricht Wildcats) de finales halen om het Nederlands Kampioenschap. In de Tulip Bowl, die plaatsvond in Amsterdam op 28 oktober 2007, trokken de Wildcats aan het langste eind. De Amsterdam Crusaders, die inmiddels al vijf nationale titels op een rij hadden gewonnen, werden met 25-16 verslagen. De Maastricht Wildcats waren op dat moment het beste American footballteam van Nederland.

### Seizoen 2007
| Seizoen 2007      | Seizoen 2007 | Seizoen 2007        | Seizoen 2007        | Seizoen 2007 |
| ----------------- | ------------ | ------------------- | ------------------- | ------------ |
| Datum             | Tijd         | Team thuis          | Team uit            | Uitslag      |
| 11 maart 2007     | 14:00 uur    | Maastricht Wildcats | Rotterdam Trojans   | 06-13        |
| 30 maart 2007     | 20.00 uur    | Maastricht Wildcats | Rotterdam Trojans   | 15-00        |
| 22 april 2007     | 14:00 uur    | Maastricht Wildcats | Amsterdam Crusaders | 06-14        |
| 5 mei 2007        | 14:00 uur    | Maastricht Wildcats | Arnhem Falcons      | 36-22        |
| 20 mei 2007       | 14:00 uur    | Maastricht Wildcats | Alphen Eagles       | 48-06        |
| 10 juni 2007      | 14.00 uur    | Maastricht Wildcats | Alphen Eagles       | 32-03        |
| 9 september 2007  | 14.00 uur    | Maastricht Wildcats | Amsterdam Crusaders | 21-00        |
| 30 september 2007 | 14.00 uur    | Maastricht Wildcats | Arnhem Falcons      | 06-04        |
| 14 oktober 2007   | 14.00 uur    | Maastricht Wildcats | Leiden Lightning    | 52-06        |
| 28 oktober 2007   | 14.00 uur    | Maastricht Wildcats | Amsterdam Crusaders | 25-16        |

### Team Roster 2007
| Offence        | Offence             |
| -------------- | ------------------- |
| Quarterbacks   |                     |
| 12/86          | Jeroen van Hilten   |
| 7              | Jon Horton          |
| Wide receivers |                     |
| 89             | Fabrizio Vitello    |
| 80             | Ananias Semedo      |
| 81             | Edson Olf           |
| 83             | Eddy Peters         |
| 92             | Nicky Priem         |
| 17             | Nico Ridder         |
| 87             | Jeroen van den Berk |
| 87             | Jon Horton          |
| Offensive Line |                     |
| 55             | Jean Marc Bottin    |
| 79             | Steve Coleman       |
| 72             | Ben de Hey          |
| 67             | Bram Hulleman       |
| 75             | Patrice Fanard      |
| 76             | Gabriel             |
| 73             | Marc Purnotte       |
| 77             | Norman Whyndham     |
| Defense        |                     |
| 8              | Alessandro Bourne   |
| 47             | Chris Houlihan      |
| 97             | Lucas Elmore        |
| 20             | Eder Linnebank      |
| 38             | Sebastian Borowski  |
| 46             | Pascal Schaars      |
| 56             | Mathew Bodden       |
| 91             | Paul Allies         |
| 33             | Armstrong Ekpete    |
| 25             | Ben Von Schulz      |
| 22             | Olivier Pierrot     |
| --             | Justin Stacey       |
| 31             | Kamel Echenna       |
| Runningbacks   |                     |
| 23             | Renny Aitatus       |
| 21             | Richard Konu        |
| 29             | Maurice Ramakers    |

## Resultaten
- Tulip Bowl (Eredivisie) deelnames: 6
  - Tulip Bowl  XXXVIII in 2024 (Maastricht Wildcats 14-24 Lightning Leiden)
  - Tulip Bowl XXVII in 2011 (Maastricht Wildcats 16-14 Alphen Eagles)
  - Tulip Bowl XXVI in 2010 (Amsterdam Crusaders 28-22 Maastricht Wildcats)
  - Tulip Bowl XXIV in 2008 (Amsterdam Crusaders 20-08 Maastricht Wildcats)
  - Tulip Bowl XXIII in 2007 (Maastricht Wildcats 25-16 Amsterdam Crusaders)
  - Tulip Bowl XVII in 2001 (Hilversum Hurricanes 07-06 Limburg Wildcats)
- Runner-Up Bowl (Eerste Divisie) deelnames: 2
  - 2023 (Utrecht Dominators 13-46 Maastricht Wildcats)
  - 2005 (Eindhoven Raptors 13 - 20 Maastricht Wildcats)
- Tweede Divisie
  - 2004 (Hilversum Hurricanes II 00 - 42 Maastricht Wildcats)
- Jeugd Nationaal Kampioen
  - 2002 (Arnhem Falcons 6-12 Maastricht Wildcats)